# Myrmecaelurus aequalis
Myrmecaelurus aequalis is een insect uit de familie van de mierenleeuwen (Myrmeleontidae), die tot de orde netvleugeligen (Neuroptera) behoort. 
Myrmecaelurus aequalis is voor het eerst wetenschappelijk beschreven door Navás in 1931.